# FC UBU
El FC UBU es un equipo de fútbol de Mongolia que juega en la Liga de Fútbol de Mongolia, la primera división de fútbol en el país.

## Historia
Fue fundado en el año 2001 en la capital Ulan Bator como el equipo que representa a la Universidad de Ulan Bator en fútbol en Mongolia, además de contar con una sección de fútbol sala.
El club ha participado en el Asian Student Championships en dos ocasiones y ha sido campeón nacional en una ocasión en el año 2009.

## Palmarés
- Liga de Fútbol de Mongolia: 1

2009